# Kwintdecyma
Kwintdecyma – interwał złożony zawarty między piętnastoma kolejnymi stopniami skali muzycznej. W szeregu zasadniczym naturalnie występuje kwintdecyma czysta. Zastosowanie znaków chromatycznych pozwala zmienić jej rozmiar. Interwały większe od kwintdecymy określa się jako odpowiednią liczbę oktaw oraz interwał prosty, np. trzy oktawy i kwarta czysta (C-f²).

## Rodzaje
| Nazwa | Opis | Przykład           |
| --- | --- | ------------------ |
| Kwintdecyma czysta · Posłuchaj: OdsłuchajmelodycznieharmonicznieProblem z odtwarzaniem tych plików? Zobacz strony pomocy. | Kwintdecyma o rozmiarze dwudziestu czterech półtonów. Występuje naturalnie w szeregu zasadniczym (C-c¹, D-d¹, E-e¹, F-f¹, G-g¹, A-a¹, H-h¹). Jest konsonansem doskonałym. W przewrocie otrzymuje się prymę czystą. Oznaczenie: 15. | Kwintdecyma czysta |

### Interwały pochodne
| 1 15>>>>       |
| -------------- |
| 2 20 półtonów  |
| 3 1<<<<        |
| 4 13>          |
| 5 Cisis-ceses¹ |

| 1 15>>>       |
| ------------- |
| 2 21 półtonów |
| 3 1<<<        |
| 4 13          |
| 5 Cisis-ces¹  |

| 1 15>>       |
| ------------ |
| 2 22 półtony |
| 3 1<<        |
| 4 [E] 14     |
| 5 Cisis-c¹   |

| 1 15>        |
| ------------ |
| 2 23 półtony |
| 3 1<         |
| 4 [E] 14<    |
| 5 Cis-c¹     |

| 1 15<         |
| ------------- |
| 2 25 półtonów |
| 3 [A] 1> (1<) |
| 4 [F] 8+8+2>  |
| 5 Ces-c¹      |

| 1 15<<          |
| --------------- |
| 2 26 półtonów   |
| 3 [A] 1>> (1<<) |
| 4 [F] 8+8+2     |
| 5 Ceses-c¹      |

| 1 15<<<           |
| ----------------- |
| 2 27 półtonów     |
| 3 [A] 1>>> (1<<<) |
| 4 [F] 8+8+3>      |
| 5 Ceses-cis¹      |

| 1 15<<<<            |
| ------------------- |
| 2 28 półtonów       |
| 3 [A] 1>>>> (1<<<<) |
| 4 [F] 8+8+3         |
| 5 Ceses-cisis¹      |

Objaśnienia do tabeli:

[1] – oznaczenie interwału

[2] – rozmiar interwału podany w półtonach

[3] – przewrót interwału

[4] – najprostszy interwał o takim samym brzmieniu

[5] – przykład

[E] – kwartdecymę małą i wielką oznacza się podobnie jak septymę, czyli odpowiednie: 14 oraz 14<

[F] – interwały większe od kwintdecymy nazywa się według koncepcji: dwie/trzy/... oktawy i...